# Arthroleptides
Arthroleptides is een geslacht van kikkers uit de familie Petropedetidae. De groep werd voor het eerst wetenschappelijk beschreven door Fritz Nieden in 1911.

## Uiterlijke kenmerken
De mannetjes worden meestal groter dan de vrouwtjes, de lichaamslengte bedraagt ongeveer zeven centimeter, bij de meeste kikkers is dit net andersom. De kikkers hebben een bruine kleur met donkerbruine tot groene vlekken.

## Verspreiding en habitat
Er zijn drie soorten, alle vertegenwoordigers van het geslacht komen voor in delen van Afrika. Ze zijn te vinden in de landen Kenia, Oeganda en Tanzania. Het zijn bewoners van stromende wateren met en rotsige ondergrond in bossen.

## Taxonomie
Geslacht Arthroleptides
- Soort Arthroleptides dutoiti
- Soort Arthroleptides martiensseni
- Soort Arthroleptides yakusini